# Code Name Geronimo
Pour les articles homonymes, voir Code name.
Pour plus de détails, voir Fiche technique et Distribution.
Code Name Geronimo (Seal Team 6: The Raid on Osama Bin Laden en version originale) est un téléfilm de guerre américain de John Stockwell diffusé en 2012.

## Synopsis
Code Name Geronimo raconte le raid des forces spéciales américaines contre Oussama ben Laden, en 2011 au Pakistan.

## Fiche technique
- Titre original : Seal Team 6: The Raid on Osama Bin Laden
- Titre français : Code Name Geronimo
- Titre québécois :

- Réalisation : John Stockwell
- Scénario : Kendall Lampkin
- Direction artistique : Guy Barnes
- Décors :
- Costumes : Miye Matsumoto
- Photographie : Peter Holland
- Son : Trip Brock
- Montage : Ben Callahan
- Musique : Paul Haslinger
- Production : Nicolas Chartier, Zev Foreman et Tony Mark
- Sociétés de production : Voltage Pictures et The Weinstein Company
- Distribution :
- Budget :
- Pays d’origine :  États-Unis
- Langue : Anglais
- Format : Couleurs - 35 mm - 1.78:1 - Son Dolby numérique
- Genre : Film de guerre
- Durée : 90 minutes
- Dates de sortie : 
  -  États-Unis : 4 novembre 2012 (National Geographic Channel)

## Distribution
- Cam Gigandet : Stunner
- Anson Mount (VF : Laurent Mantel) : Cherry
- Freddy Rodríguez : Trench
- Xzibit (VF : Gilles Morvan) : Mule
- Kenneth Miller : Sauce
- Kathleen Robertson (VF : Karine Texier) : Vivian
- William Fichtner (V.F : Guy Chapellier) : Guidry